# Harald Wiens
Fingal Carl Oscar Harald Wiens, född 18 december 1880 i Malmö, död där 31 augusti 1972, var en svensk ämbetsman och målare.
Wiens var son till skeppsredaren Hjalmar Wiens och Gretha Lundin samt från 1909 gift med friherrinnan Anna Lilliecreutz. Han avlade juris utriusque kandidatexamen i Uppsala 1904, innehade domarförordnanden 1906–1908, blev amanuens i lantförsvarsdepartementet 1911, tillförordnad kanslisekreterare 1915, förste kanslisekreterare 1918, tillförordnat kansliråd i försvarsdepartementet 1920 och adjungerad ledamot i kammarrätten 1922. Han tog avsked 1924 för att ägna sig åt sitt gods, som han ärvt av fadern, och konstnärskap. 
Wiens var huvudsakligen autodidakt som konstnär men fick en viss vägledning av bröderna Emil och Bernhard Österman samt genom egna studier av konst på de stora museerna i Europa 1900–1930. Hans konst består av stilleben, porträtt och landskapsskildringar utförda i olja. Wiens är begravd på Sankt Pauli mellersta kyrkogård i Malmö.